# ランシド

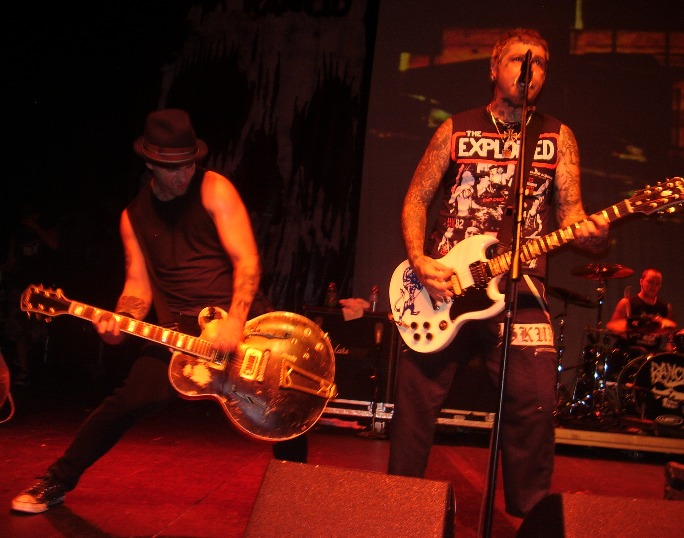
2008年のライブ

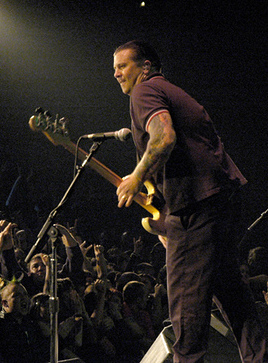
マット・フリーマン

ランシド（Rancid）は、1991年にアメリカ合衆国カリフォルニア州バークレー（通称イースト・ベイ）で結成されたパンクロック・バンド。

## 略歴
1987年に、ティム・アームストロング、マット・フリーマンが中心となり、ランシドの前身バンドであるオペレーション・アイヴィーが結成される。パンク・ロック・シーンの聖地ともいわれるギルマン・ストリートで活動していたが、「あまりにも人気が出すぎてしまった」ために、わずか3年でバンドは解散してしまう。
目標を失ったティム・アームストロングは、アルコールとドラッグに溺れ、一時はホームレスにまで転落したが、故エリック・ホーガン（アメリカン・グラフィティー・タトゥー。「タイム・ボム」は彼のことを歌っている）や、マット・フリーマンの助けで何とか立ち直る。その後、ダンス・ホール・クラッシャーズを経て、1991年に、当時ルームメイトであったブレット・リードとマット・フリーマンの3人により、ランシドが結成される。
1992年に、シングルEP『Rancid』をルックアウト・レコードよりリリース、翌1993年には、エピタフ・レコードと契約し、ファースト・アルバム『ランシド』をリリースする。このデビュー・アルバムに伴うアメリカ&ヨーロッパ・ツアー後に、元U.K.サブスのラーズ・フレデリクセンがギタリスト兼ボーカリストとして加入する。またこの年には、NOFXのファット・マイクが経営するファット・レック・コーズよりシングルEP『Radio Radio Radio』をリリースする。
1994年には、セカンド・アルバム『レッツ・ゴー』をリリースし、それに伴うワールドツアー後は多くのメジャー・レーベルからオファーが殺到するが、バンドはインディーズ・レーベルにとどまることを選択する。
1995年には、それまでレコーディングに1週間以上費やしたことのなかった彼らが、プロデューサーとしてグリーン・デイなどを手掛けたジェリー・フィンを、ミキサーとしてニルヴァーナ、ソニック・ユースなどを手掛けたアンディ・ウォーラスらを迎え、1ヶ月以上をかけて制作したサード・アルバム『…アンド・アウト・カム・ジ・ウルブス』をリリース。シングルカットされた「タイム・ボム」の大ヒット、ワールドツアーの成功などにより、このアルバムはアメリカや日本など各国でゴールドディスクを獲得する。
1998年にリリースされた4枚目のアルバム『ライフ・ウォウント・ウェイト』では、ブジュ・バントンら多彩なゲストを迎えてニューオーリンズやニューヨーク、ロサンゼルス、ジャマイカなどの各地をまわり、1年以上かけてレコーディングされた。このアルバムではレゲエやダブが積極的に取り入れられ、好評価を得た。
2000年には再度セルフタイトルを冠した5枚目のアルバム『ランシドV』をリリース。このアルバム以降は、ティム・アームストロングが主宰するエピタフ・レコード内のレーベル「ヘルキャット・レコード」からリリースされることとなり、さらにマネージメントからも離れ、まさしくDIYによるアルバム制作を行っていくこととなる。その後、ティム・アームストロングはトランスプランツ、ラーズ・フレデリクセンはラーズ・フレデリクセン・アンド・ザ・バスターズ、マット・フリーマンはデヴィルズ・ブリゲイドなど、各メンバーのソロ・プロジェクトを開始する。
そして、前作から約3年経った2003年に再びランシドとして復活した彼らはアルバム『インデストラクティブル』をリリースする。
2009年6月2日（日本6月3日）、アルバム『レット・ザ・ドミノズ・フォール』をリリース。
また、2014年10月27日には5年ぶり8枚目となるスタジオ・アルバム『…オナー・イズ・オール・ウィー・ノウ』を発売。
その後、2017年6月9日に、現時点での最新スタジオ・アルバムとなる『トラブル・メーカー』の世界同時リリースを行った。

## 交流
- 2002年にランシドとNOFXがお互いの曲をカヴァーし合ったアルバムをBYOレコードから発売。全12曲入り。ジャケットは緑とオレンジがある。緑はNOFXが先に収録されていて、オレンジはランシドが先に収録されている。順番が違うだけで中身は同じ。お互いのバンド色が出ており、まるで自分達の曲かの様に思える仕上がりになっている。
- ラーズ・フレデリクセンの亡くなった兄が始めたグループ「SKUNX」のリーダーをラーズが現在つとめている。メンバーにはThe Forgottenのゴーディー・カーボーン、Mercy Killersのクレイグ・フェアボウ、ディスグラントルのTOKYO HIRO、ティム・ショウ、ビッグ・ジェイ、YOSHIYA（元SOBUT）などがいる。

## メンバー

### 現在のメンバー
- ティム・アームストロング (Tim Armstrong) – ボーカル、ギター (1991年– )
- マット・フリーマン (Matt Freeman) – ベース、ボーカル (1991年– )
- ラーズ・フレデリクセン (Lars Frederiksen) – ギター、ボーカル (1993年– )
- ブランデン・スタインエッカート (Branden Steineckert) – ドラム、パーカッション、バック・ボーカル (2006年– )

### 旧メンバー
- ブレット・リード (Brett Reed) – drums, percussion, backing vocals (1991年–2006年)

初期メンバーはティム・アームストロング、マット・フリーマン、ブレット・リードの3人である。1994年に元U.K.サブスのラーズ・フレデリクセンが加入（ラーズは古くからの友人であり、ファースト・アルバムのレコーディングには参加しなかったもののツアーには帯同）。しかし2006年11月3日にブレット・リードが脱退を表明。代わりにThe Usedのドラマーであったブランデン・スタインエッカートが加入。かつて、ランシドのギタリストとして現グリーン・デイのボーカルであるビリー・ジョー・アームストロングを誘っていたらしい。

## ディスコグラフィ

### スタジオ・アルバム
- 『ランシド』 - Rancid (1993年)
- 『レッツ・ゴー』 - Let's Go (1994年)
- 『…アンド・アウト・カム・ジ・ウルブス』 - ...And Out Come The Wolves  (1995年)
- 『ライフ・ウォウント・ウェイト』 - Life Won't Wait  (1998年)
- 『ランシドV』 - Rancid (2000年)
- 『インデストラクティブル』 - Indestructible (2003年)

本作のテーマは「死」と「喪失」である。
マット・フリーマンは祖母を、ラーズ・フレデリクセンは兄を亡くし、ティム・アームストロングは離婚を経験。さらには、ジョー・ストラマー（元ザ・クラッシュ）の死。それらの辛い経験を乗り越え、その先に見えた希望を込めた作品がこのアルバムである。
1曲目のインデストラクティブルは、ジョー・ストラマーとラモーンズのジョーイ・ラモーン、ディー・ディー・ラモーンの追悼の曲でもある。
- 『レット・ザ・ドミノズ・フォール』 - Let The Dominoes Fall (2009年)
- 『…オナー・イズ・オール・ウィー・ノウ』 - ...Honor Is All We Know (2014年)
- 『トラブル・メーカー』 - Trouble Maker (2017年)
- 『トゥモロー・ネバー・カムズ』-Tomorrow Never Comes  (2023年)

### EP
- Rancid (1992年)
- Radio Radio Radio (1993年)

### コンピレーション・アルバム
- 『Bサイド・アンド・Cサイド』 - B Sides and C Sides (2008年)
- Essentials (2012年) ※ボックスセット
- All the Moon Stompers (2015年)